# Aeroporti in Armenia
La seguente è una lista di aeroporti in Armenia:
| Aeroporto                      | Città      | ICAO | FAA  | IATA | Coordinate            |
| Aeroporto Shirak di Gyumri     | Gyumri     | UDSG |      | LWN  | 40°45′01″N 43°51′33″E |
| Aeroporto di Kalinino          | Kalinino   |      | UD19 |      |                       |
| Aeroporto Shinuyar di Goris    | Goris      |      |      |      | 39°27′N 46°21′E       |
| Aeroporto di Stepanavan        | Stepanavan | UDLS |      |      | 41°02′54″N 44°20′13″E |
| Aeroporto di Yerevan-Zvartnots | Erevan     | UDYZ |      | EVN  | 40°08′50″N 44°23′45″E |
| Aeroporto Erebuni di Yerevan   | Erevan     | UDYE | UD20 |      | 40°07′19″N 44°27′53″E |
| Aeroporto Yegvard di Yerevan   | Erevan     |      | UD21 |      | 40°17′38″N 44°33′52″E |